# Archivio di Nuova Scrittura

Logo dell'Archivio di Nuova Scrittura creato da Vincenzo Ferrari.

L'Archivio di Nuova Scrittura è un'associazione culturale fondata nel 1988 a Milano dal collezionista Paolo Della Grazia, che conserva un grande patrimonio artistico e documentario su ogni forma di espressione artistica nella quale siano presenti l'uso della parola e del segno. Nato dall'incontro fra Della Grazia e l'artista Ugo Carrega, negli anni Novanta l'ANS diviene il principale centro di ricerca italiano sulla verbovisualità, organizzando mostre, convegni e altri eventi culturali. Nel 1998 l'Archivio di Nuova Scrittura viene depositato in parte presso il Mart di Rovereto (biblioteca, archivi e parte delle opere) e il Museion di Bolzano (esclusivamente opere d'arte). La sezione opere dell'ANS include circa 1.600 lavori di artisti internazionali al Mart e circa 2.000 a Museion. L'archivio dell'ANS conserva, oltre all'archivio interno (fondo ANS), il fondo Fraccaro-Carrega, comprendente le carte del collezionista Marco Fraccaro e del poeta visivo Ugo Carrega. La sezione biblioteca, conservata al Mart, ospita oltre 18.000 volumi, tra i quali oltre 600 libri d'artista e centinaia di prime edizioni futuriste, nonché oltre 600 riviste d'arte, tra le quali oltre 300 riviste d'artista internazionali.

## Storia

### Le origini
Paolo Della Grazia inizia a interessarsi al mondo dell'arte a metà degli anni Sessanta. Frequentando il Centro Culturale San Fedele di Milano conosce il lavoro degli artisti della Nuova Figurazione (Fernando De Filippi, Paolo Baratella, Giangiacomo Spadari e Umberto Mariani) e acquista alcune loro opere presso lo Studio Santandrea diretto da Gianfranco Bellora. Qui incontra Baratella, Vincenzo Accame, Gianni Bertini e Mauro Staccioli, di cui inizia a collezionare le opere. È tramite le esposizioni organizzate da Bellora che Della Grazia entra in contatto con il mondo della poesia visiva, in particolare la rassegna realizzata nel 1977 gli consente di cogliere la vastità della produzione verbo-visuale italiana di quegli anni. Qui incontra l'artista Ugo Carrega, che aveva teorizzato nel 1967 la Nuova Scrittura, ovvero una scrittura sperimentale che associa segni di estrazione diversa, e in seguito aveva fondato i centri di ricerca Centro Suolo, Centro Tool e nel 1974 il Mercato del Sale.
(Paolo Della Grazia)
Tramite Carrega Della Grazia entra in contatto con numerosi esponenti della verbovisualità fra cui Vincenzo Ferrari, Anna Oberto, Martino Oberto, Alik Cavaliere, Emilio Isgrò, Magdalo Mussio, Franco Vaccari, Walter Valentini, Emilio Tadini ed Emilio Villa. Col tempo Della Grazia assume il ruolo di mecenate nei confronti di Carrega, acquistando per il Mercato del Sale una nuova sede in via Orti. È proprio in questa sede, in un ambiente attiguo al Mercato del Sale, che Della Grazia trasferisce la propria collezione, che nel frattempo si è arricchita di opere d'arte, materiale bibliografico e documentario su ogni forma di espressione artistica nella quale siano presenti l'uso della parola e del segno, dalla poesia visiva alla poesia concreta, al lettrismo, a Fluxus, senza trascurare i poeti Ezra Pound, James Joyce e E.E. Cummings, nelle cui opere Della Grazia individua le origini della sperimentazione verbovisuale.

### La fondazione
Il 24 maggio 1988 Della Grazia fonda l'Associazione culturale per lo Scritturalismo, che pochi mesi dopo assume il nome di Archivio di Nuova Scrittura, nome chiaramente influenzato dalla poetica di Carrega. La sede dell'ANS si trova in un ambiente attiguo al Mercato del Sale, Della Grazia è presidente dell'associazione, Carrega ne è direttore.  Il comitato scientifico dell'ANS è composto da Della Grazia, Carrega, Vincenzo Accame, Vincenzo Ferrari, Vittorio Fagone e da Giorgio Zanchetti in qualità di segretario.
(Statuto dell'Archivio di Nuova Scrittura, 1988)
La sede di via Orti dell'ANS è inaugurata nell'autunno 1989. Nello stesso periodo è pubblicato il catalogo della raccolta, con testi di Della Grazia, Carrega, Accame e Fagone, e inoltre è allestita una mostra della collezione permanente, con interventi di Rossana Bossaglia, Gillo Dorfles e Lea Vergine. Nel maggio 1991 l'esposizione si sposta alla Biblioteca cantonale di Lugano, presentata da Tomaso Kemeny. All'inizio degli anni Novanta Carrega decide di abbandonare l'attività e propone a Della Grazia l'acquisto di tutti i materiali del Mercato del Sale. Nello stesso periodo l'ANS acquisisce il Fondo Oberto e il Fondo Fraccaro, contenente numerosi libri futuristi, conservato presso il Collegio Cairoli di Pavia.

### Gli anni Novanta

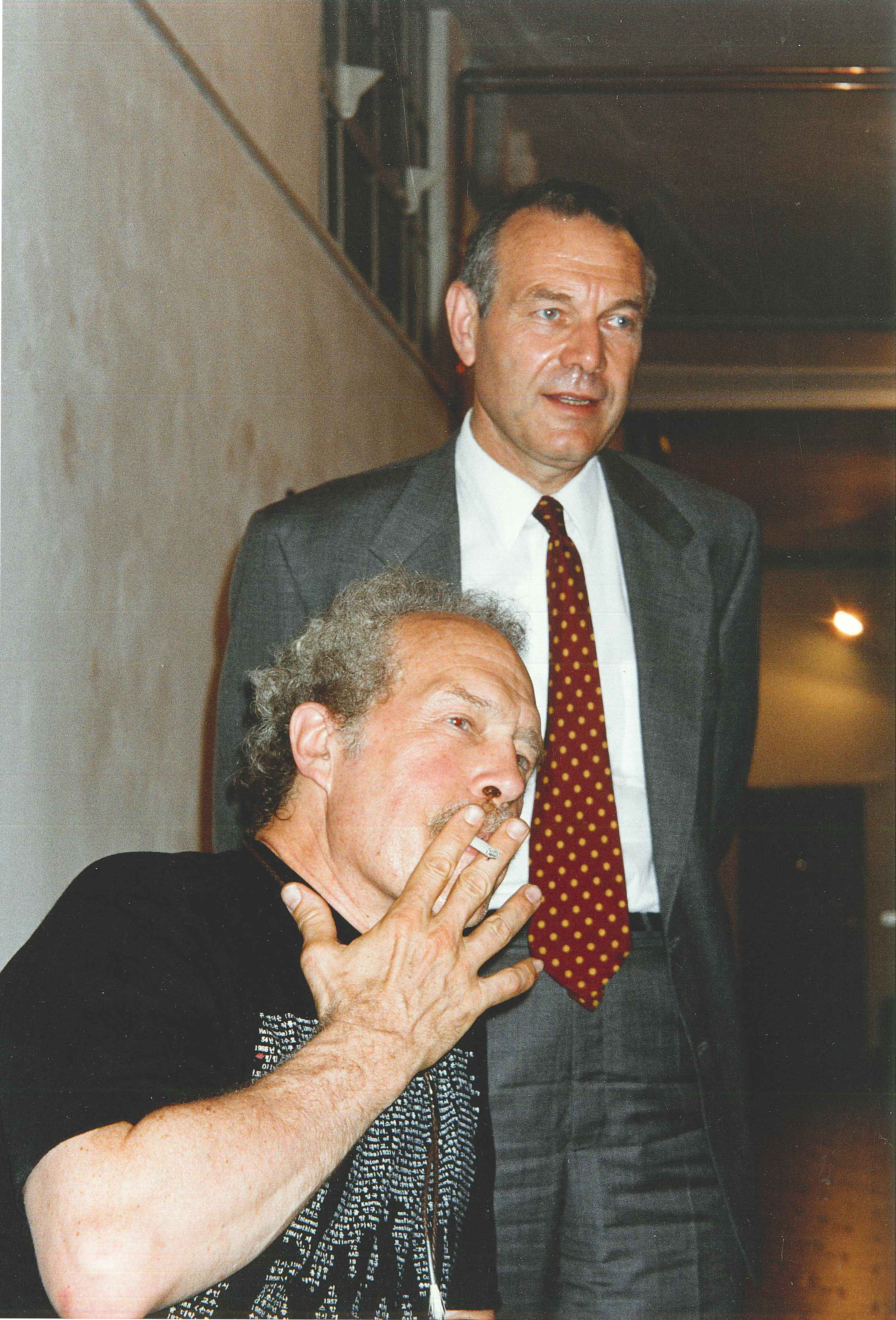
Paolo Della Grazia (in piedi) con l'artista Dick Higgins.

Nell'aprile 1990 l'ANS espone le opere dei Sei lirici della poesia visuale internazionale, ovvero Alain Arias-Misson, Ugo Carrega, Carl Friedrich Claus, Ian Hamilton Finlay, Tom Phillips e Shohachiro Takahashi. La mostra si sposta poi al Collegio Cairoli dell'Università di Pavia, dal 24 gennaio al 7 febbraio 1991, in collaborazione con Marco Fraccaro. La mostra seguente è Poesia concreta in Brasile, curata da Lenora de Barros e Paula Mattoli e che espone le opere dei poeti brasiliani Augusto e Haroldo De Campos, e Décio Pignatari, membri del gruppo Noigandres. La mostra è inaugurata il 21 marzo e dura fino al 21 giugno 1991, in seguito si sposta al Palazzo Doria-Pamphili di Roma, nel 1993 al Museo di arte contemporanea di Marsiglia e alla Biennale di Lione e infine, nel 1995, all'Accademia Carrara di Bergamo. Nel 1992 l'ANS allestisce inoltre un'antologica dedicata a Martino Oberto, curata da Paula Mattoli e Giorgio Zanchetti e contenente più di quaranta opere, documenti, manoscritti e pubblicazioni dell'artista genovese.
Il 1 giugno 1993 è inaugurata la mostra Linguaggio/immagine, curata da Adriano Altamira, una collettiva con opere di Vincenzo Accame, Irma Black, Vincenzo Ferrari, Ketty La Rocca, Arrigo Lora Totino, Magdalo Mussio, Maurizio Nannucci, Anna Oberto, Luca Maria Patella, Lamberto Pignotti, Sarenco, Adriano Spatola e Luigi Tola. La mostra è pensata come complemento alla XLV Esposizione internazionale d'arte di Venezia, che espone le opere di nove artisti della collezione ANS, ovvero Nanni Balestrini, Ugo Carrega, Giuseppe Chiari, Emilio Isgrò, Eugenio Miccini, Martino Oberto, Franco Vaccari, Patrizia Vicinelli, Emilio Villa. Poi Piero Manzoni, Emilio Scanavino, Vincenzo Agnetti, Alighiero Boetti. Linguaggio/immagine include anche opere di giovani artisti come Maurizio Arcangeli, Mariella Bettineschi, Gianni Gangai, Francesco La Fosca, Alessandro Traina.
Dal 28 febbraio al 30 marzo 1994 è esposta presso l'ANS la mostra Una colonna un bar una voce, organizzata in collaborazione con la XLV Esposizione internazionale d'arte di Venezia. Espone le opere provenienti da Venezia di Nanni Balestrini, Franco Vaccari e Patrizia Vicinelli. La mostra successiva è Oggetti di poesia, dedicata a Emilio Villa. La collettiva Lo spazio della scrittura include invece opere di Vincenzo Accame, Nanni Balestrini, Irma Blank, Ugo Carrega, Luciano Caruso, Corrado D'Ottavi, Emilio Isgrò, Ketty La Rocca, Stelio Maria Martini, Eugenio Miccini, Magdalo Mussio, Anna Oberto, Martino Oberto, Luca Maria Patella, Lamberto Pignotti, Sarenco, Adriano Spatola, Franco Vaccari. La mostra è a Parigi dal 5 al 25 maggio 1994, poi a Lilla dal 31 maggio al 22 giugno, infine alla Fondazione Ignaz e Mischa Epper di Ascona dal 30 luglio al 4 settembre. È anche organizzata una tavola rotonda con Nanni Balestrini, Paolo Fabbri e Lamberto Pignotti. Nel 1995 si inaugura la mostra dedicata a Terry Atkinson.
Negli anni Novanta sono inoltre frequenti gli eventi culturali, in particolare le serie Parola e immagine (1990) con interventi di Luciano Caramel, Vittorio Fagone, Vanni Scheiwiller, Emilio Tadini e Gillo Dorfles, Alfabeto in libertà del 1991 con Cesare Segre, Tomaso Kemeny, Rossana Bossaglia e Tullio Crali, la conferenza su Ezra Pound del 1993 con Kemeny e Scheiwiller, e poi la serie di incontri sul futurismo del 1995, con interventi di Bossaglia, Caramel, Claudia Salaris, Enrico Crispolti, e Anty Pansera.

### Il trasferimento a Mart e Museion
Alla fine degli anni Novanta Della Grazia si accorge che la conservazione e l'amministrazione dell'ANS si stanno rendendo troppo complicate e dispendiose per essere gestite da un privato. Su consiglio di Francesco Conz si rivolge quindi a Pier Luigi Siena e Andreas Hapkmeyer del Museion di Bolzano. Il museo rileva però una carenza di spazi, per cui si rende necessario coinvolgere anche il Mart di Rovereto, nella persona del direttore Gabriella Belli. Si decide di destinare le opere d'arte a Museion, e i fondi archivistici al Mart, all'interno dell'Archivio del '900. Nell'ottobre 1998 Della Grazia stipula una convenzione con il Mart, e nel febbraio 1999 l'archivio è trasferito nella sede di Rovereto. L'archivio dell'ANS conserva, oltre all'archivio interno (fondo ANS), il fondo Fraccaro-Carrega comprendente le carte del collezionista Marco Fraccaro e del poeta visivo Ugo Carrega.
La sezione biblioteca, conservata al Mart, ospita oltre 10.000 volumi, tra i quali oltre 600 libri d'artista e centinaia di prime edizioni futuriste; oltre 500 riviste d'arte, tra le quali oltre 100 riviste d'artista internazionali. Essa include saggi sulla storia della scrittura, libri sulla verbovisualità, riviste d'avanguardia, inoltre sono numerose le opere rare del futurismo e delle altre avanguardie come il dada e il surrealismo. Ad esempio sono conservati al Mart il Libro imbullonato di Fortunato Depero (1927), Chimismi lirici di Ardengo Soffici (1915) e le litolatte di Tullio d'Albisola e Filippo Tommaso Marinetti. Inoltre il Mart conserva grafiche, disegni e opere di artisti come Eugenio Miccini, Emilio Isgrò, Lamberto Pignotti, Anna Oberto, Martino Oberto, Vincenzo Ferrari, Magdalo Mussio, Rolando Mignani, Franco Vaccari, Walter Valentini, Alain Arias-Misson, Giuseppe Desiato, Alik Cavaliere, Emilio Tadini, Luca Patella, Emilio Villa e Giovanna Sandri.
La collezione ANS che arriva a Museion è invece composta di circa 2.000 opere di esponenti della poesia concreta e visuale, tra cui Shusaku Arakawa, Terry Atkinson, Franco Vaccari (arte concettuale) e Joseph Beuys, John Cage, Giuseppe Chiari, Corner, Friedman, Dick Higgins, Skuber, Spoerri, Ben Vautier, Wolf Vostell, Robert Watts (Fluxus). Questo nucleo di opere va a completare la collezione di Museion, che fino a quel momento conteneva principalmente opere di un periodo successivo (anni Settanta in poi) e anche da un punto di vista tematico poiché la collezione di Museion si concentrava su arte concettuale e necoconcettualismo.

### Gli anni Duemila
Dopo il trasferimento Della Grazia prosegue l'attività espositiva e la ricerca scientifica. I libri e documenti conservati al Mart sono prestati alla mostra Poesie concrete brasilienne a Marsiglia (2001), ad Alfabeto in sogno. Dal carme figurato alla poesia concreta a Reggio Emilia (2002) e a Propaganda, cultura e mito nell'editoria italiana (1922–1942) a Siracusa (2004). Sempre nel 2004 i libri d'artista dell'ANS sono prestati a Deliberatamente. Il libro d'artista negli anni '60 e '70. Da Piero Manzoni a Andy Warhol presso Soncino (2004) e a Libri taglienti esplosivi luminosi. Avanguardie artistiche e libro fra futurismo e libro d'artista dall'archivio Depero e dal deposito Paolo Della Grazia presso il Mart (2005, Trento; 2006, Bolzano). Nel 2006 è la volta di Primo amore. La passione di un collezionista a Bologna.
Il 10 novembre 2007 il Mart inaugura la mostra La parola nell'arte. Ricerche d'avanguardia nel '900. Dal futurismo ad oggi attraverso le collezioni del Mart, realizzata in collaborazione con Museion e curata da un comitato presieduto da Giorgio Zanchetti e composto da Gabriella Belli, Achille Bonito Oliva, Andreas Hapkemeyer, Nicoletta Boschiero, Paola Pettenella, Melania Gazzotti, Daniela Ferrari e Julia Trolp. La mostra contiene più di 800 opere, provenienti sia dalle collezioni del Mart sia da musei e collezioni internazionali. Il 23 maggio 2008 è inaugurata la nuova sede di Museion, sotto la direzione di Corinne Diserens che cura la mostra Sguardo periferico & corpo collettivo. La mostra include opere di Gianfranco Baruchello, Joseph Beuys, Alighiero Boetti, George Brecht, Günter Brus, John Cage e Calvin Sumsion, Paul de Vree, Jakov Dorfmann, John Heartfield, Marcel Duchamp, Arturo Schwarz, Ugo La Pietra, Piero Manzoni, Hermann Nitsch, Anna Oberto, Claudio Parmiggiani, Man Ray, Sarenco, Cy Twombly, Franco Vaccari, Ben Vautier, Robert Watts, Emmett Williams.
Nel 2013 è avviato, in collaborazione con la Fondazione Bruno Kessler il progetto Verbo Visuale Virtuale, che si propone di realizzare un archivio digitale sull'arte verbovisuale, concentrandosi in particolare sulle opere e i documenti dell'Archivio di Nuova Scrittura.

## Alcuni artisti presenti nelle collezioni ANS
- Vincenzo Accame
- Carla Accardi
- Vincenzo Agnetti
- Rafael Alberti
- Alain Arias-Misson
- Terry Atkinson
- Michael Baldwin
- Nanni Balestrini
- Mirella Bentivoglio
- Stéphane Bérard
- Remo Bianco
- Tomaso Binga
- Julien Blaine
- Agostino Bonalumi
- Jean-François Bory
- Antonino Bove

- George Brecht
- Joan Brossa
- Giuseppe Calandriello
- Ugo Carrega
- Luciano Caruso
- Ugo Castagnotto
- Alik Cavaliere
- Mario Ceroli
- Giuseppe Chiari
- Henri Chopin
- Dadamaino
- Paul de Vree
- Joe Di Donato
- Corrado D'Ottavi
- Vincenzo Ferrari
- Ian Hamilton Finlay

- John Furnival
- Jochen Gerz
- Dick Higgins
- Emilio Isgrò
- Oronzo Liuzzi
- Arrigo Lora Totino
- Stelio Maria Martini
- André Masson
- Hansjorg Mayer
- Fausto Melotti
- Plinio Mesciulam
- Eugenio Miccini
- Ignazio Moncada
- Rudolf Mumprecht
- Bruno Munari
- Maurizio Nannucci

- Hermann Nitsch
- Anna Oberto
- Martino Oberto
- Luciano Ori
- Giulio Paolini
- Claudio Parmiggiani
- Luca Maria Patella
- Nicola Pellegrini
- Michele Perfetti
- Osvaldo Peruzzi
- Tom Phillips
- Pablo Picasso
- Décio Pignatari
- Lamberto Pignotti
- Antonio Porta
- Giovanna Sandri

- Sarenco
- Emilio Scanavino
- Roberto Sanesi
- Giangiacomo Spadari
- Adriano Spatola
- Mauro Staccioli
- Shohachiro Takahashi
- Jean Tinguely
- Alessandro Traina
- Franco Vaccari
- Walter Valentini
- Jiří Valoch
- Emilio Villa
- Robert Watts
- Emmett Williams
- William Xerra

## Esposizioni
- Sei lirici della Poesia Visuale internazionale (1990)
- Poesia Concreta in Brasile (1991)
- Martino Oberto (OM) (1992)
- Linguaggio/immagine (1993)
- Una colonna un bar una voce (1994)
- Oggetti di poesia. Emilio Villa (1994)
- Lo spazio della scrittura (1994)
- Work 1974. In Leaving Art and Language. Terry Atkinson (1995)
- Emorragia dell'io. Ugo Carrega (1995)
- Dick Higgins (1995)
- Rudolf Mumprecht (1996)
- Get It Fast, Get It Right, Get It Done (1996)
- Genealogia della luce (1996)

## Eventi culturali
- Parola immagine (1990)
  - Parolaimmagine (Luciano Caramel)
  - Scrittura, parole e voce nella radiofonia futurista (Vittorio Fagone)
  - "Tavole di accertamento di Agnetti & Manzoni" (Vanni Scheiwiller)
  - Testo con illustrazione (Emilio Tadini)
  - Suono e segno (Gillo Dorfles)
  - Futuro immagine parola (Angelo Stella e Marco Fraccaro)
- Non-conferenza (1991, con Augusto de Campos)
- Alfabeto in libertà. Una serata futurista (1991, con Cesare Segre, Tomaso Kemeny, Rossana Bossaglia, Tullio Crali)
- Ezra Pound: il "formato locho" (1992, con Tomaso Kemeny e Vanni Scheiwiller)
- Futurismo e modernità tra le due guerre (1993)
  - L'avanguardia futurista e il fascismo: il dibattito intorno all'"Arte di Stato" attraverso le riviste (Claudia Salaris)
  - Il futurismo tra le due guerre: il versante plastico (Enrico Crispolti)
  - Il Novecentismo e il dibattito sul muralismo (Rossana Bossaglia)
  - Astrattismo e architettura razionale nei loro rapporti con il futurismo (Luciano Caramel)
  - Design, arte e industria: le radici dell'esperienza italiana nel futurismo (Anty Pansera)
  - L'editoria futurista tra le due guerre nella collezione dell'ANS (Giorgio Zanchetti)
  - Futuristi e razionalisti: una polemica sull'"Arte di Stato" (Ezio Godoli)

## Pubblicazioni
- Collana Scritture
  -  Giorgio Zanchetti, John Cage. Alle radici delle seconde avanguardie, 1993.
  -  Vincenzo Accame, Quale segno. Arte scrittura comunicazione, 1993.
  -  Giorgio Zanchetti, Emorragia dell'io. L'esperimento di poesia di Ugo Carrega, 1995.
  -  Daniela Ferrari, Archivio Nuova Scrittura Paolo Della Grazia/Storia di una collezione, 2012.